# Projekt 1135
Projekt 1135, Deckname Burjewestnik (russisch „Буревестник“ Sturmvogel), von der NATO als Kriwak-Klasse bezeichnet, ist eine Klasse von Fregatten, die für die sowjetische Marine entwickelt wurde.
Der Schiffstyp wurde als Talwar-Klasse auch nach Indien exportiert und befindet sich seit dem Zerfall der Sowjetunion weiterhin im Dienst der russischen Marine. Eine Einheit, die Hetman Sahaidatschnyj, stand als Flaggschiff bis 2022 im Dienst der ukrainischen Marine.

## Geschichte
Das Projekt wurde zwischen 1964 und 1966 auf Basis der U-Jagd-Kreuzer der Projekte 1134 und 1134A entwickelt. Projekt 1135 war jedoch stärker auf die U-Boot-Jagd ausgerichtet und man verzichtete auf die schwere Bewaffnung zum Kampf gegen Überwasserschiffe und Flugzeuge in großen Entfernungen, die von den Kreuzern des Projekts 1134 getragen wurde.
Die Schiffe des Projekts 1135 waren mit einer Spitzengeschwindigkeit von bis zu 32 Knoten sowohl zum Begleiten langsamer Konvois als auch zum Absichern schneller Flottenverbände konstruiert. Das Fehlen eines Bordhubschraubers in der ursprünglichen Version schränkte ihren Radius bei der Suche nach U-Booten ein. So waren sie auf Suchoperationen in Gruppen oder Paaren angewiesen, um ihre Langstreckenwaffen UPRK-3 (SS-N-14) überhaupt einsetzen zu können.
Die eingeschränkten Möglichkeiten der Schiffe erlaubten eine geringe Wasserverdrängung und kleine Abmessungen und folglich den Bau auf kleinen Werften, was die Werftkapazitäten der Marine deutlich entlastete.

## Technik

### Antrieb
Der Antrieb besteht aus einem COGAG-System (Combined gas and gas), wobei jeweils eine M8K-Gasturbine eine Welle mit 36.000 PS antreibt. Wenn notwendig, kann noch jeweils eine zweite Turbine vom Typ M62 die Leistung um 12.000 PS erhöhen. Die Geschwindigkeit der Schiffe liegt bei maximal 32 Knoten.

### Bewaffnung
Die Bewaffnung der Klasse war recht auffällig. Auf dem Vordeck wurde ein massiver rechteckiger Starter mit vier nebeneinanderliegenden Startrohren für UPRK-3-(SS-N-14)-Raketen zur Bekämpfung von U-Booten aufgestellt. Dahinter, noch vor den Aufbauten, und am Heck befand sich je ein einziehbarer Doppelstarter für 4K33-Osa-M-Flugabwehrraketen mit einem Magazin für 40 Lenkwaffen. Zusätzlich besaßen die Schiffe zwei Vierfach-Torpedorohre sowie zwei Zwölffach-ASW-Raketen des Systems RBU-6000. Am Heck befanden sich zwei Marine-Geschütze, entweder 76 mm auf den Kriwak-I oder 100 mm auf den Kriwak-II.
Die UPRK-3-(SS-N-14)-Lenkwaffen wurden später auf einigen Schiffen durch die 85RU, eine modernisierte Version der Waffe, ersetzt, die neben U-Booten auch gegen Schiffe an der Oberfläche eingesetzt werden konnte.

### Sensoren und Elektronische Kriegsführung
Projekt 1135 wurde zur Suche nach Luft- und Oberflächenkontakten mit einem MR-755-Fregat-M-Radar (NATO: Half Plate) ausgerüstet, das auf der Spitze des Hauptmastes positioniert wurde und eine Reichweite von etwa 150 km aufweist.
Zur Suche nach Unterwasserkontakten wurde ein Sonarsystem, bestehend aus einem Niederfrequenz-Sonargerät MG-332 Titan-2 (NATO: „Bull Nose“) im Wulstbug und einem Schleppsonargerät MG-325 (NATO: „Mare Tail“) eingebaut.
Die OSA-Flugabwehrraketen werden – wie auf vielen Kriegsschiffen sowjetischen Ursprungs – über ein MPZ-301-Radar (NATO: „Pop Group“) gelenkt. Einer dieser Radarsensoren ist auf dem Dach der Brücke und ein weiterer mittschiffs auf dem Aufbau hinter dem Schornstein aufgestellt.

### Zukunft und Ablösung
Derzeit stehen noch vier Kriwak I/II und drei Kriwak III im Dienst der russischen Marine. Der Entwurf Kriwak IV wurde zunächst nur für den Export angeboten. Insgesamt sollen die Kriwaks in Zukunft durch Korvetten der Stereguschtschi-Klasse und Fregatten der Admiral-Gorschkow-Klasse ersetzt werden. Überraschend erklärte aber der Oberbefehlshaber der russischen Seestreitkräfte, Admiral Wladimir Wyssozki, am 25. September 2010, dass bei der Schiffswerft „Jantar“ in Kaliningrad drei Fregatten des Projekts 1135 für die Schwarzmeerflotte bestellt wurden. Bis 2015 sollte sie mindestens fünf Schiffe dieses Typs erhalten. Entsprechend dieser Bestellung fand bei „Jantar“ am 18. Dezember 2010 die Kiellegung der Admiral Grigorowitsch statt, die im Jahr 2014 an die Flotte übergeben werden sollte. Am 8. Juli 2011 wurde die Admiral Essen, benannt nach dem russischen Admiral Nikolai von Essen, auf Kiel gelegt. Die Kiellegung des dritten Schiffes der Serie, der Admiral Makarow, benannt nach dem russischen Admiral Stepan Makarow, fand am 29. Februar 2012 statt.

## Versionen

### Projekt 1135
Auf drei Werften in Leningrad, Kaliningrad und Kertsch wurden 21 Einheiten der Kriwak-I-Klasse (Projekt 1135) gebaut. Zeitraum des Baus war zwischen 1968 und 1982 oder 1983. Drei der Einheiten wurden um 1990 anscheinend modernisiert. Anstelle des Werfers für die Anti-U-Boot-Lenkwaffen SS-N-14 wurden diese Einheiten mit SS-N-25-Seezielflugkörper nachgerüstet und trugen die Bezeichnung Projekt 1135.2. Ein weiterer Subtyp von Projekt 1135 war Projekt 1135.3, bei dem Modernisierungsschritte in der Sensorenausstattung nachvollzogen wurden. Im Zuge dieser Arbeiten erhielten die 1135.3-Schiffe 1983–84 ein MG-325-Sonarsystem.
| Name                    | Werft                  | Stapellauf        | Indienststellung   | Verbleib und Bemerkungen |
| ----------------------- | ---------------------- | ----------------- | ------------------ | --- |
| Bditelny                | Jantar, Kaliningrad    | 28. März 1970     | 31. Dezember 1970  | Ausgemustert. |
| Bodry                   | Jantar, Kaliningrad    | 15. April 1971    | 31. Dezember 1971  | Ausgemustert. |
| Swirepy                 | Jantar, Kaliningrad    | 1971              |                    | Ausgemustert. |
| Storoschewoi            | Jantar, Kaliningrad    | 1972              | 30. Dezember 1973  | Auf dem Schiff gab es 1975 eine Meuterei, die Tom Clancy zu seinem Roman Jagd auf Roter Oktober inspirierte. Ausgemustert.                                                                |
| Silny                   | Jantar, Kaliningrad    | 1972              |                    | Ausgemustert. |
| Rasumny                 | Jantar, Kaliningrad    | 20. Juli 1973     | 30. September 1974 | Ausgemustert. |
| Rasjaschtschi           | Jantar, Kaliningrad    | 22. Juli 1974     | 30. Dezember 1974  | Ausgemustert. |
| Druschny                | Jantar, Kaliningrad    | 22. Januar 1975   | 30. September 1975 | Ausgemustert. |
| Dostoiny                | Kamysch-Burun, Kertsch | 1971              |                    | Ausgemustert. |
| Doblestny               | Kamysch-Burun, Kertsch | 1973              |                    | Ausgemustert. |
| Dejatelny               | Kamysch-Burun, Kertsch | 1973              |                    | Ausgemustert. |
| Bessawetny              | Kamysch-Burun, Kertsch | 1973              |                    | Beim Zwischenfall im Schwarzen Meer 1988 rammt das Schiff ein Militärschiff der US Navy nahe der Krim. Ausgemustert.                                                                      |
| Besukorisnenny          | Kamysch-Burun, Kertsch |                   | Dezember 1979      | Ausgemustert. |
| Ladny                   | Kamysch-Burun, Kertsch | 1980              |                    | Im August 2009 war die Fregatte Ladny (Kriwak-I) gemeinsam mit drei Projekt-775-Schiffen und zwei Atom-U-Booten an der Suche nach dem Frachtschiff Arctic Sea beteiligt. 2016 im Einsatz. |
| Porywisty               | Kamysch-Burun, Kertsch | 10. Januar 1982   |                    | Ausgemustert. |
| Scharki                 | Schdanow, Leningrad    | 26. Juni 1976     |                    | Ausgemustert. |
| Retiwy                  | Schdanow, Leningrad    | 28. Dezember 1976 |                    | Ausgemustert. |
| Leningradski Komsomolez | Schdanow, Leningrad    | 1976              | 29. September 1977 | 1992 in Legki umbenannt |
| Letutschi               | Schdanow, Leningrad    | 10. August 1978   |                    | Ausgemustert. |
| Pylki                   | Schdanow, Leningrad    | 28. Dezember 1978 |                    | 2016 im Einsatz. |
| Sadorny                 | Schdanow, Leningrad    | 25. März 1979     | 31. August 1979    | Ausgemustert. |

### Projekt 1135M
Elf Einheiten dieses von der NATO als Kriwak-II-Klasse bezeichneten Projekts wurden zwischen 1975 und 1983 in Kaliningrad gebaut. Sie trugen zwei 100-mm-L/59-Geschütztürme AK-100 anstelle der 76-mm-Waffen ihrer Vorgänger. Das Sonarsystem wurde auf das MG-332-„Titan 2T“-System umgestellt.
| Name           | Werft | Stapellauf | Indienststellung | Verbleib und Bemerkungen                   |
| -------------- | ----- | ---------- | ---------------- | ------------------------------------------ |
| Bessmenny      |       |            |                  | Ausgemustert.                              |
| Gordeliwy      |       |            |                  | Ausgemustert.                              |
| Gromki         |       |            |                  | Ausgemustert.                              |
| Grosjaschtschi |       |            |                  | Ausgemustert.                              |
| Neukrotimy     |       |            |                  | Ausgemustert.                              |
| Pytliwy        |       |            |                  | 2021 im Dienst, 2023 zumindest abwehrfähig |
| Rasitelny      |       |            |                  | Ausgemustert.                              |
| Rewnostny      |       |            |                  | Ausgemustert.                              |
| Reski          |       |            |                  | Ausgemustert.                              |
| Reswy          |       |            |                  | Ausgemustert.                              |
| Rjawny         |       |            |                  | Ausgemustert.                              |

### Projekt 1135.1

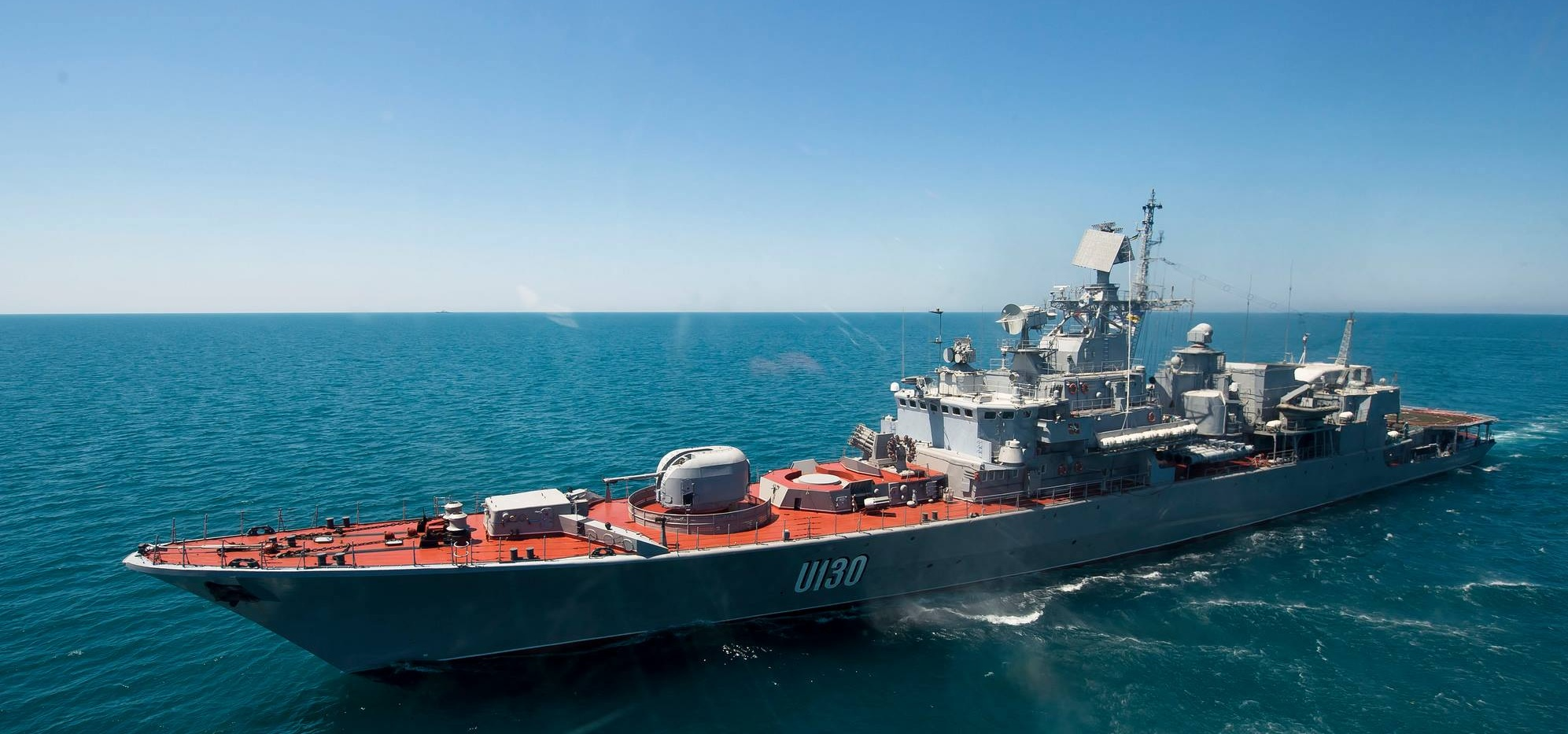
Hetman Sahaidachnyi Ukrainische Seestreitkräfte

Diese Variante, von der NATO Kriwak-III-Klasse genannt, wurde für die Anforderungen der Grenztruppen der Sowjetunion, die dem KGB unterstellt waren, modifiziert; sie verfügen nicht über Marschflugkörper, stattdessen wurde ein Hangar zur permanenten Stationierung eines Hubschraubers auf dem Achterschiff eingebaut. Die Artilleriebewaffnung wurde wegen des Hubschrauberhangars auf die Back verlegt und bestand nun aus einem 100-mm-L/59-Geschützturm AK-100. Die Nahbereichsverteidigung wurde durch zwei steuer- und backbords des Hubschrauberhangars aufgestellte 30-mm-L/54-Geschütze AK-630 verstärkt. Die Einheiten wurden zwischen 1984 und 1993 in Kertsch gebaut. Als Sonarsystem wurde hier die Variante Pike-M des MG-325-Sonars verbaut.
| Name                       | Werft | Stapellauf | Indienststellung | Verbleib und Bemerkungen |
| -------------------------- | ----- | ---------- | ---------------- | --- |
| Menschinski                |       |            |                  | Ausgemustert. |
| Dserschinski               |       |            |                  | 2016 im Einsatz. |
| Orjol                      |       |            |                  | ex Imeni XXVII sjesda KPSS („27. Parteitag der KPdSU“). 2016 im Einsatz.                                                                                     |
| Anadyr                     |       |            |                  | ex Imeni 70-Letija Pogranitschnych („70 Jahre Grenztruppen“)                                                                                                 |
| Pskow                      |       |            |                  | ex Imeni LXX Letija WTschk-KGB. („70 Jahre Tscheka-KGB“) Ausgemustert.                                                                                       |
| Kedrow                     |       |            |                  | Außer Dienst 2002. |
| Worowskij                  |       |            |                  | Russische Küstenwache. 2017 außer Dienst, aber bis mindestens 2020 vorhanden                                                                                 |
| Hetman Sahaidatschnyj      |       | 1992       | 1993             | Ukrainische Marine, Flaggschiff. Im Zuge des russischen Überfalls auf die Ukraine im Jahr 2022 ging sie im Hafen von Mykolajiw durch Selbstversenkung unter. |
| Hetman Bajda Wyschnewezkyj |       |            |                  | Für die ukrainische Marine vorgesehen. Ex Krasnyj Wympel („Roter Wimpel“), im August 1992 umbenannt, 1995 wurde der Bau abgebrochen.                         |

### Projekt 1135.6
Indien erwarb ab 2002 drei weiter verbesserte Kriwaks (Projekt 1135.6), die dort als Talwar-Klasse geführt werden. Das namensgebende Schiff, INS Talwar (F40), wurde am 18. Juni 2003 in Dienst gestellt. 2006 unterzeichneten beide Länder einen Vertrag über drei weitere Einheiten der Klasse, von denen das letzte Schiff, INS Trikand (F51), am 29. Juni 2013 von der indischen Marine in Dienst gestellt wurde.
Die Einheiten dieser Baureihe unterscheiden sich von den vorherigen Versionen durch neukonstruierte Aufbauten, die eingeschränkte Stealth-Eigenschaften bieten. Das Sonarsystem wurde auf den Typ „Swesda“ M-1 mit einem MG-345-Bugsonar und einem neuen Schleppsonar geändert.

### Projekt 11356M
Ursprünglich wurden die Schiffe des Projekts 11356M von der NATO als Kriwak-IV-Klasse bezeichnet, später aber in Admiral Grigorowitsch-Klasse umbenannt. Die russische Marine hatte ursprünglich sechs Projekt-1135.6-Fregatten für die Schwarzmeerflotte geordert, mit dem Bau von fünf Schiffen wurde begonnen, während das sechste zunächst abbestellt wurde. Der Grund war der Konflikt mit der Ukraine. In Folge des daraus resultierenden Embargos standen ab Schiff vier keine ukrainischen Gasturbinen und MTU-Dieselmotoren mehr zur Verfügung. Die unfertigen Schiffe vier und fünf wurden im Sommer 2016 an Indien verkauft. Zwei weitere Schiffe für Indien werden bei der Goa Shipyard Limited gebaut.

## Belege und Verweise